# Molhamster
De molhamster (Myospalax myospalax)  is een zoogdier uit de familie van de Spalacidae. De wetenschappelijke naam van de soort werd voor het eerst geldig gepubliceerd door Laxmann in 1773.

## Voorkomen
De soort komt voor in Rusland en Kazachstan.